# Dolin
La Isla Dolin (en croata: Otok Dolin) es una pequeña isla deshabitada en la parte croata del mar Adriático. Se encuentra ubicada en el Golfo de Kvarner, frente a la costa sur de la isla de Rab. Su superficie es de 4,61 kilómetros cuadrados y su costa es de aproximadamente 18,5 km de longitud.